# Санктпетербуршки државни универзитет
Санктпетербуршки државни универзитет (рус. Санкт-Петербургский государственный университет; лат. Universitas Publica Petropolitana) је руски федерални јавни универзитет у Санкт Петербургу. Најстарији је и један од највећих универзтета у целој Русији и спада међу веће и угледније универзитете у целој регији источне и централне Европе. Саставни делови универзитета су 24 факултета и института, факултет војних студија, катедре за физичку културу, медицинског колеџа, Колеџа физичке културе и спорта те економског и технолошког колеџа. Универзитет је организован на два кампуса, једним на Василијевском острву и другим у Петерхофу. У совјетском периоду универзитет је носио назив Лењинградски државни универзитет (рус. Ленинградский государственный университет) будући да је и град носио назив Лењинград. У периоду од 1948. до 1989. године лењинградски је универзитет је у пуном називу носио и име Андреја Жданова.

## Историја

### 1724-1821.
У Русији постоји неслагање о томе који је најстарији универзитет у земљи са Санктпетербуршким државним универзитетом и Московским државним универзитетом Ломоносов као институцијама које се обе сматрају најстаријима. Московски државни универзитет Ломоносов основан је 1755. године и од тада делује без прекида док Санктпетербуршки државни универзитет без прекида делује од 1819. године али се позива на историју Катедре за физичку културу и Санктпетербуршке академије наука која је основана 24. јануара 1724. године декретом Петра Великог. У периоду од 1804. до 1819. године Санктпетербуршки државни универзитет службено није постојао будући да је институција коју је основао Петар Велики престала да постоји, док је оснивачка повеља нове Санктпетербуршке академије наука експлицитно наводила да се нити једна пређајашња институција са њом не треба повезивати. Санктпетербуршки педагошки институт који је основан 1804. године преименован је 1814. у Главни педагошки институт 1814. године и налазио се у згради Дванаест колегија у којему је и данас смештена универзитетска администрација. 8. фебруара 1819. године Александар I Павлович од Русије (владар који је основао и пољски Универзитет у Варшави) реорганизовао је Главни педагошки институт у данашњи Санктпетербуршки државни универзитет. 1828. Главни педагошки институт поново је основан, али као институција независна од универзитета.

### Историја од 1821. године до краја Грађанског рата 1922. године
Године 1821. универзитет је преименован у Империјални универзитет у Санкт Петербургу, док је 1823. већина факултета премештена из зграде Дванаест колегија у јужни део града иза реке Фонтанке. Године 1824. измењена оснивачка повеља Московског државног универзитета Ломоносов је донесена као повеља Империјалног универзитета у Санкт Петербургу. Године 1829. на институцији је радило 19 сталних професора који су држали предавања за 169 редовних и ванредних студената. Године 1830. цар Никола I вратио је у целости зграду Дванаест колегија у власништво универзитета па су се предавања поново наставила на тој локацији. Године 1835. донета је нова повеља. На основу нове повеље отворени су нови факултети за студије права, историје и филологије, док су физички и математички факултети придружени филозофском факултету као прва и друга катедра факултета.
Године 1849. по завршетку Прољећа народа, Сенат Руског царства донео је одлуку како ректора Санктпетербуршког универзитета треба именовати министар националног просветитељства уместо скупштине универзитета како је то рађено до тада. Ипак, дотадашњи ректор је поново именован и остао је на томе мјесту од 1840. до 1861. године као особа која је провела најдужи период на тој позицији.
Године 1855. оријенталистика је издвојена из Факултета за историју и филологију и четврти је факултет, Факултет оријенталних језика, формално основан 27. августа 1855. године.
Од 1859. го 1861. прве нередовне студенткиње добиле су шансу да присуствују предавањима. Године 1861. на институцији је студирало 1,270 редовних и 167 ванредних студената. Од њих је 498 похађало Правни факултет, тада највећу саставницу у оквиру универзитета. Ипак, тада су студије на Правном факултету биле знатно разноврсније и нису биле фокусиране искључиво на домен права, слично разноликости студија који се данас често проналази на филозофским факултетима. Година 1861. и 1862. на универзитету је дошло до устанака међу студентима што је довело до два привремена затварања у току те академске године. Студентска окупљања су забрањена, а студенти су избацивани и шпијунирани док су отворена јавна предавања такође забрањена. Након 1865. на универзитету је укупно остало свега 524 студента.
Декретом цара Александра II од Русије који је донесен 18. фебруара 1863. године, враћено је право универзитетској скупштини да сама изабире ректора. Тада је такође основан и нови факултет за теорију и историју уметности који је уједно био део факултета историје и филологије. У марту 1869. године поново је дошло до студентских немира који су овога пута били мањега обима. До 1869. године 2,588 студената је дипломирало на универзитету.
Године 1880. је Министарство националног просетитељства забранило је студентима да ступају у брак, а ожењени или удати студенти и студенткиње нису се могли уписати на универзитет. Нова је студентска побуна избила 1882. године. Године 1884. још је једна повеља универзитета ступила на снагу која је поново избор ректора вратила у руке Министарства националног просветитељства. Дана 1. марта 1887. године ухапшена је револуционарна група студената позната као Првомартовци који су били део љевичарске револуционарне Народне воље, који су припремали план атентата на цара Александра . Пет ухапшених студената је осуђено на срмтну казну. Влада је након овога додатно повећала уплитање у рад универзитета па је нове кандидате за студије морало да одобри Министарство националног просветитељства које је забрањивало студије кандидатима који су долазили ван аристократије и бужоазије, а из сељачких или радничких породица. Повремени изузеци су рађени када би министарство проценило да се ради о посебно талентованом кандидату.
До 1894. године 9,212 особа је понело универзитетске дипломе. Међу угледним академицима повезаних са Санктпетербуршким универзитетом у другој половини XIX века били су и физичар Хајнрих Ленц, хемичар Дмитриј Мендељејев и психолог Иван Сеченов. Дана 24. марта 1896. године Александар Попов јавно је представио тарнсмисију радио таласа по први пута у историји.
На дан 1. јануара 1900. на правном је факултету студирало 2,099 студената, 1,149 на факултету за физику и математику, 212 на факултету оријенталних језика, 171 на факултету за историју и филологију. Године 1902. у оквиру универзитета отворена је и прва менза. За време Руске револуције 1905. године статут је поново измењен и аутономија је деломично враћена у руке универзитета и као и могућност да се ректор изабере по први је пута од 1884. године у скупштини Санктпетербуршког универзитета. Ипак, студентски немири искориштени су за још једно обустављање рада, а академска аутономија поново је враћена тек 1911. године. 1911. године универзитет је поновно привремено затворен.
Када је 1914. године започео Први светски рат универзитет је понео име Петроградски државни универзитет, а институција је постала важан центар организовања потпоре и подизања морала за рат. Године 1915. године отворено је одјељење у Перму које је постало Државни универзитет у Перму. Скупштина универзитета поздравила је почетак Фебруарске револуције 1917. године у којој је укинута монархија, а универзитет је од тада постао познат под називом Петроградски универзитет. Упркос овој потпори обарању монархије, када је дошло до Октобарске револуције администрација није иницијално подржавала Бољшевике и невољно је сарађивала са Народним комесаријатом за просветитељство. Руски грађански рат довео је до идеолошких сукоба и обрачуна на универзитету, а део је идеолошких непријатеља новога режима по заршетку рата морао напустити земљу.

### Историја универзитета у периоду Совјетског Савеза
Од 1918. институција носи име Први петроградски државни универзитет, а 1919. Народни комесаријат за просветитељство интегрисао га је са Другим (психонеуролошки институт) и Трећим (Бестужевски курс за жене) универзитетом у Петроградски државни универзитет. Народни комесаријат је исте године донео одлуку о оснивању Факултета друштвених наука обједињавањем оријенталистике, историје и филологије и права. Грузијски историчар Николај Јакољевич Мар (рус. Никола́й Я́ковлевич Марр; груз. ნიკოლოზ იაკობის ძე მარი) био је први декан новога обједињеног факултета. Покренути су и такозвани рабфакови (рус. Рабочий факультет) и бесплатни колегији са намером да се пружи масовно образовање. Према коментарима америчке студенткиње прве године Ајн Ранд, уписи на универзитету 1920. године били су отворени и већину су студената чинили антикомунисти укључујући и радикалне противнике режима који су касније изгубили право студија. Сматрајући да образују класног непријатеља режим је 1922. године провео прву велику чистку у којој су са универзитета протерани сви осим студената завршних година који су долазили из буржујских породица.
Године 1924. универзитет је понео име Лењинградски државни универзитет. Како би сузбили опозицију режиму, већи број историчара укључујући и Сергеја Платонова, Јевгенија Тарлеа и Борица Грекова су ухапшени и затворени на основу фабрикованих оптужби за контрареволуцију и заверу у такозваној Академској афери 1929-1930. године. Неки други професори и запослени постали су жртве стаљинистичких прогона у периоду Велике чистке 1937. и 1938. године.
У периоду од 1941. до 1944. године за време Опсаде Лењинграда већи је број студената, професора и запосленика је страдао у биткама, због репресије или од глади. Универзитет је наставио да делује од 1942. до 1944. године када је привремено премештен у Саратов, на реци Волги северно од Волгограда. Један је огранак универзитета био смештен и у Јелабуги у Татарстану. Врховни совјет Совјетског Савеза је 1944. године универзитету доделио Орден Лењина поводом 125 година рада за допринос науци и култури.

## Угледни предавачи и студенти
Санктпетербуршки државни универзитет је похађало или је на њему предавало више добитника Нобелових награда. Осам добитника награде који су студирали на овом универзитету су Иван Павлов (физика и медицина 1904), Иља Иљич Мечников (психологија и медицина 1908), Николај Николајевич Сејмонов (хемија 1956), Лав Ландау (физика 1962), Александар Прохоров (физика 1964), Василиј Леонтјев (економија 1973), Леонид Канторович (економија 1975) и Јосиф Бродски (књижевност 1987). Међу руским лидерима који су га похађали броје се и Петар Столипин, Владимир Лењин, Владимир Путин и Дмитриј Медведев. Међу иностраним лидерима, универзитет је похађала и председница бивше совјетске републике Литваније Даља Грибаускајте. Угледни предавачи на Санктпетербуршком државном универзитету су били и Леонард Ојлер, Михаил Ломоносов, Дмитриј Мендељејев, Борис Розинг, Иван Тургењев и Александар Блок, Борис Паригин. Америчка књижевница Ајн Ранд похађала је универзитет у периоду од 1920. до 1924. године и дипломирала је са почастима у домену историје.